# Plats bruts
Plats bruts (Platos sucios en español) es una serie de televisión catalana estrenada el 19 de abril de 1999 en TV3. Es una sitcom coproducida por Kràmpack, El Terrat (Xen Subirats) y Televisió de Catalunya (Montse Polo y Montse Narro) dirigida por Oriol Grau, Lluís Manyoses y Joel Joan. La serie, de 73 episodios con una duración de entre 25 y 30 minutos divididos en seis temporadas, se emitió entre el 19 de abril de 1999 y el 15 de abril de 2002.
Plats bruts tuvo una muy buena audiencia desde el principio, llegando hasta el millón de espectadores en la emisión del segundo episodio, y consiguió una media superior al 35% de share y de 900 000 espectadores en Cataluña. Posteriormente la serie se volvió a emitir en reposiciones en el Canal 300 y en el Canal 3XL y se dobló al castellano para que se emitiera en Vía Digital (Particularmente en Paramount Comedy) y en ETB 2, actualmente estando disponible la versión doblada en Pluto TV.  Plats bruts fue una serie revolucionaria porque fue de las primeras series en televisión que permitió activar subtítulos y audiodescripción para personas ciegas.
La serie es una sitcom con un estilo anglosajón muy marcado en el que los episodios siguen un hilo conductor que no tienen una continuación temática. Durante su emisión recibió muy buenas críticas gracias a su guion fresco y divertido y por el elenco de actores, que encajó muy bien en sus respectivos personajes. Presenta un humor inteligente pero muy peculiar en sintonía con las personalidades de los protagonistas que, aunque son excéntricos y exagerados, conectaron fácilmente con la audiencia gracias a su credibilidad. En la serie destaca también la parodia de la sociedad catalana, sobre todo por las referencias al catalanismo.

## Sinopsis
López y David son dos chicos que comparten piso en el distrito del Ensanche de Barcelona. El único vínculo que existe entre ellos es que López fue el monitor de David cuando este era pequeño, pero por el resto, no se parecen en nada. Cuando coinciden en una visita de un piso que se alquila, deciden compartirlo porque se necesitan mutuamente para tirar para adelante.
López es un fracasado: un soltero de 34 años que tiene que compartir piso porque depende de un "contrato basura" en Ràdio Bofarull, donde trabaja como locutor. David es un joven aburguesado que un día decide romper con su vida y emanciparse, aunque sigue recibiendo una paga semanal y se lleva a su asistenta de casa, Carbonell. No tiene personalidad pero está convencido de que tiene talento para ser actor y estudia en el Instituto del Teatro. A los dos chicos les acompaña Emma, una chica que vive en una casita de madera situada en la azotea del edificio pero que comparte todos los servicios con el piso de los chicos. En el entorno de los chicos también están Pol, un estudiante de teatro homosexual y compañero de clase de David que trabaja de camarero en el Cafè Maurici; Ramon, el compañero de López en la radio; y Mercedes, la directora de Ràdio Bofarull. 
La serie muestra las aventuras por las que los dos protagonistas pasan para poder tirar sus vidas para adelante y como éstos se van conociendo poco a poco y, a pesar de sus diferencias, se acaban necesitando el uno al otro hasta el punto de hacerse inseparables. El resto de personajes les acompañan en las diferentes situaciones que se les presentan.

## Personajes
Los dos personajes principales son López (Jordi Sánchez) y David (Joel Joan), que comparten piso; y Emma (Mònica Glaenzel), la vecina de una casita de madera en la azotea del edificio. También tienen una importancia especial Ramon (Lluís Villanueva) y Mercedes (Montse Pérez), que trabajan en la misma emisora de radio que López; Carbonell (Anna Maria Barbany), la asistenta de David; y Pol (Pau Durà), un compañero de David en el Instituto del Teatro y camarero en el Cafè Maurici. En los últimos episodios de la cuarta temporada, Carbonell y Pol se fueron del barrio (porque los actores abandonaron la serie) y se incorporaron la abuela de David (Mercè Comes) y Stasky (Borja Espinosa), el nuevo camarero del bar.
- Joel Joan - David Güell i Sobirana
- Jordi Sánchez - Josep López
- Mònica Glaenzel - Emma Cruscat de Palausabulla Belluvach i González
- Ana María Barbany - Conchita Carbonell'
- Mercè Comes - Assumpció "La iaia"
- Pau Durà - Pol Requena
- Lluís Villanueva - Ramón Zamora
- Montse Pérez - María de las Mercedes de Simancas y Murrieta
- Borja Espinosa - Stasky

## Capítulos
| Temporada | Temporada | Episodios | Estreno                  | Final                   | Audiencia | Cuota de Audiencia |
| --------- | --------- | --------- | ------------------------ | ----------------------- | --------- | ------------------ |
|           | 1         | 13        | 19 de abril de 1999      | 19 de julio de 1999     | 846.000   | 32,8%              |
|           | 2         | 16        | 13 de septiembre de 1999 | 10 de enero de 2000     | 949.000   | 35,6%              |
|           | 3         | 10        | 8 de mayo de 2000        | 10 de julio de 2000     | 1.004.000 | 37,2%              |
|           | 4         | 8         | 6 de noviembre de 2000   | 25 de diciembre de 2000 | 1.123.000 | 41,3%              |
|           | 5         | 12        | 30 de abril de 2001      | 16 de julio de 2001     | 1.051.000 | 39,8%              |
|           | 6         | 14        | 30 de abril de 2002      | 30 de julio de 2002     | 1.024.000 | 38,8%              |

## Curiosidades
Todos los nombres de los episodios empiezan por el verbo "Tinc..." ("Tengo..." en castellano) a excepción de cuatro episodios que empiezan o bien con otra forma verbal o con una negación al principio (tenim “tenemos”, no tinc “no tengo”, ho tenim “lo tenemos”. 
La melodía utilizada en el tema principal de la serie es obra de Quimi Portet (El Último de la Fila).

### El piso
El piso en el que viven, es un quinto y se menciona en un diálogo del episodio Tinc escaiola.  
Está situado en el Ensanche de Barcelona.En el episodio no oficial de fin de año 1999, David tiene que volver al piso en taxi y le ordena al taxista que se dirija a Plaza Urquinaona.

### Conocidos de Carbonell
Durante la serie, Carbonell nombra a diferentes personajes famosos que cuando era joven había o cuidado o conocido. Entre los famosos se encuentran Chartlon Heston, que conoció en la película Cuando ruge la marabunta y con el que coincidió en diversas convenciones de la Asociación Nacional del Rifle; Mario Gas; Iñaki Gabilondo, a quien había bañado de pequeño; Winona Ryder, de quien fue representante cuando empezaba a actuar; Frank Sinatra, a quien ayudó a desengancharse de la droga; James Joyce, con quien mantuvo una relación amorosa y a quien ayudó a escribir el Ulises; y William Holden, con quien tuvo un affaire.

### Episodio censurado
En la página web de TV3 y en el canal de YouTube de la cadena están colgados todos los episodios de la serie a excepción de uno. Se trata del episodio Tinc una revelació (Tengo una revelación), en el cual se parodia la vida de Jesucristo. El episodio tampoco se ha emitido en las diferentes reposiciones de la serie. En julio de 2018 el capítulo fue restituido tras una consulta del diario Ara.

## Premios y nominaciones
- Premio de GECA por la audiencia.
- Nominación a Joel Joan por mejor actor de televisión, por su trabajo en Plats bruts y la serie Periodistas.
- Premio otorgado por Òmnium Cultural por la producción de la mejor sitcom.
- Premio a la mejor dirección otorgado por Radio Pomar a Joel Joan.
- Premio Ondas a la mejor serie de 2002.[6]

## Equipo y producción[7]

### Dirección
- Oriol Grau (44 episodios, del 1999 al 2000)
- Lluís Manyoses (44 episodios, del 1999 al 2000)
- Joel Joan (27 episodios, del 2000 al 2002)

### Guionistas
- Xesc Barceló (44 episodios, del 1999 al 2000)
- Xavier Bertran (15 episodios, del 2000 al 2002)
- Núria Furió (55 episodios, del 1999 al 2002)
- Joel Joan (71 episodios, del 1999 al 2002)
- Albert Plans (57 episodios, del 1999 al 2002)
- Sergi Pompermayer (37 episodios, del 1999 al 2002)
- Mercè Sàrrias (57 episodios, del 1999 al 2002)
- Jordi Sánchez (71 episodios, del 1999 al 2002)

### Productores
- Jordi Roure - productor ejecutivo (71 episodios, del 1999 al 2002)
- Xen Subirats - productor ejecutivo (70 episodios, del 1999 al 2002)
- Cruz Rodríguez - productor ejecutivo (57 episodios, del 1999 al 2002)
- Montse Polo - productora (44 episodios, del 1999 al 2000)
- Montse Narro - productora (26 episodios, del 2000 al 2002)
- Elisabeth Méndez - asistenta de producción (25 episodios, del 1999 al 2001)
- Elisenda Alonso - productora y productora ejecutiva (23 episodios, del 1999 al 2000)
- Toni Galobardes - asistente de producción (20 episodios, en 1999)
- Eva Joan - productora ejecutiva (14 episodios, en 2002)
- Conxa Orea - productora ejecutiva (14 episodios, en 2002)
- Joel Joan - productor ejecutivo (11 episodios, en 2001)
- Diana Domínguez - asistenta de producción (10 episodios, en 2002)
- César Fernández - asistente de producción (5 episodios, del 2001 al 2002)
- Josep M. Casellas - asistente de producción (4 episodios, en 2001)
- Montse Rovira - asistenta de producción (4 episodios, en 2002)
- Xavi Arroyo - asistenta de producción (2 episodios, en 2000)
- Mònica Glaenzel - productora ejecutiva (2 episodios, en 2000)
- Martina Bisbal - asistenta de producción (2 episodios, en 2002)
- Montse Canals Vilumara - productora (1 episodio, en 2001)

### Música
- Quimi Portet (71 episodios, del 1999 al 2002)
- Xavier Oró (1 episodio, en 2001)
- Pep Solórzano (1 episodio, en 2001)
- Manel Valls - editor musical (69 episodios, del 1999 al 2002)

### Edición
- Isabel Castillo (18 episodios, del 1999 al 2000)
- Xavier Cacho (12 episodios, del 1999 al 2002)
- Diego Miranda (12 episodios, del 1999 al 2002)
- David Burillo (11 episodios, en 1999)
- Joan Grané (10 episodios, en 2000)
- Marc Escòlies (10 episodios, del 2001 al 2002)
- Dani Cuadrada (9 episodios, del 2000 al 2002)
- Noemí Paretas (6 episodios, del 1999 al 2001)
- Carme Charles (4 episodios, del 1999 al 2000)
- Anna Ramoneda (3 episodios, del 2000 al 2001)
- Xavi López (3 episodios, del 2001 al 2002)
- Jordi Buyreu (3 episodios, en 2001)
- Oriol Borbonet (2 episodios, del 2001 al 2002)
- Jordi Brunet (2 episodios, del 2001 al 2002)
- Robert García (2 episodios, en 2002)
- Xavier Castillo (1 episodio, en 1999)
- Enric Molins (1 episodio, en 1999)
- Olivia Rueda (1 episodio, en 2001)

### Casting
- Pep Armengol (72 episodios, del 1999 al 2002)
- Laia Espot - asistenta de casting (70 episodios, del 1999 al 2002)

### Decorados
- Santi Traïd (43 episodios, del 1999 al 2000)
- Montse Minguell (26 episodios, del 2000 al 2002)
- Júlia de Porras (4 episodios, en 1999)

### Diseño de vestuario
- Montse Acevedo (43 episodios, del 1999 al 2001)
- Anna Falguera (14 episodios, en 1999)
- Rosa Julià (14 episodios, en 2002)
- Pepi Aubia (4 episodios, en 1999)

### Departamento de vestuario
- Paquita Martínez - modista (57 episodios, 1999 al 2002)
- Esther Mir - estilista (56 episodios, del 1999 al 2001)
- Míriam Gual - asistenta de vestuario (52 episodios, del 1999 al 2002)
- Carme Cabello - modista (20 episodios, de 1999 al 2002)
- Laura Coll - asistenta de vestuario (16 episodios, a 1999)
- Íngrid P. - estilista (13 episodios, en 2002)
- Josep Abril - encargado del vestuario de Joel Joan (9 episodios, de 1999 a 2001)
- Gabriel Torres - encargado del vestuario de Joel Joan (3 episodios, de 1999 al 2000)
- Roser Francesc - encargada del vestuario de Joel Joan (2 episodios, al 2001)
- Esther Caldàliga - estilista (1 episodio, en el 2000)
- Ariadna Vargas - asistenta de vestuario (1 episodio, 2002)

### Maquillaje
- Maite Campos - diseño y caracterización (69 episodios, del 1999 al 2002)
- Isabel Caparrós - peluquera (26 episodios, del 1999 al 2000)
- Margarida Font - peluquera (17 episodios, del 2000 al 2002)
- Rosa Asencio - maquillaje (16 episodios, del 1999 al 2002)
- Núria Rubira - maquillaje (16 episodios, del 1999 al 2000)
- Gemma Pérez - peluquera (14 episodios, en 1999)
- Esther Osuna - maquillaje (12 episodios, del 2001 al 2002)
- Sílvia Arenós - peluquera (11 episodios, en 2001)
- Neus Carrasco - maquillaje (10 episodios, del 1999 al 2000)
- Laura Parra - maquillaje (9 episodios, del 1999 al 2000)
- Àngela Hernández - peluquería (6 episodios, al 1999)
- Montse Vega - maquillaje (4 episodios, del 1999 al 2002)
- Olga Arenós - peluquera (3 episodios, del 1999 al 2002)
- María Pérez - peluquera (3 episodios, al 1999)
- Cristina Cabreros - maquillaje (2 episodios, en 1999)
- Núria Gómez - peluquera (2 episodios, en 1999)
- Marta Royo - maquillaje (2 episodios, en 1999)
- Aura Cuxart - maquillaje (2 episodios, del 2000 al 2002)
- Carmen Mayor - peluquera (2 episodios, en el 2000)
- Caitlin Acheson - maquillaje (1 episodio, en 1999)
- Lola Moya - peluquera (1 episodio, en 1999)
- Anna Muixí - maquillaje (1 episodio, en 1999)
- Lluïsa Soler - maquillaje (1 episodio, en 1999)
- Carme Agell - maquillaje (1 episodio, en 2000)
- Pilar Feito - maquillaje (1 episodio, en el 2000)
- Marta López-Amor - maquillaje (1 episodio, en el 2000)
- Belina Vizcaíno - peluquera (1 episodio, en el 2000)
- Rosa María Alonso - peluquera (1 episodio, en 2001)
- Teresa Alonso - maquillaje (1 episodio, en 2001)
- Hilario Hernández - peluquero (1 episodio, en 2001)
- Iván Malpica - peluquero (1 episodio, en 2001)
- Fefa Pérez - peluquera (1 episodio, en 2001)
- Josefa Pérez - peluquera (1 episodio, en 2001)
- Cristina Rin - peluquera (1 episodio, en 2001)
- Carme Clos - maquillaje y peluquería (1 episodio, en 2002)
- Joana Álvarez - peluqera (1 episodio, en 2002)

### Segunda unidad de dirección y asistentes de dirección
- Àngela Gallofré - asistenta de dirección (43 episodios, del 1999 al 2000)
- Francesc Calafell - asistent de dirección (27 episodios, del 2000 al 2002)
- Aina Ivern - asistenta de dirección (19 episodios, del 1999 al 2001)
- Núria Carné - asistenta de dirección (13 episodios, en 2002)
- Iolanda Astor - asistenta de dirección (12 episodios, en 1999)
- Eva Hernández - asistenta de dirección (12 episodios, en el 2000)
- Clara Gargallo - asistenta de dirección (9 episodios, en 2001)
- Mercè Carbonell - asistenta de dirección (2 episodios, en el 2000)
- Esther Benages - asistenta de dirección (2 episodios, en 2002)
- Sergi Giménez - asistent de dirección (1 episodio, en el 2000)

### Dirección artística
- Esther Ricart - diseñadora de set (71 episodios, del 1999 al 2002)
- Anna Zelich - diseñadora gráfica (57 episodios, del 1999 al 2001)
- Santi Traïd - diseñador de set (34 episodios, del 1999 al 2001)
- José Villar - Atrezzo y propietario (30 episodios, del 1999 al 2000)
- Pedro Felipe - Atrezzo (13 episodios, del 1999 al 2000)
- Joan Mayol - Atrezzo (13 episodios, del 2000 al 2002)
- Joaquim Jaumà - Atrezzo (4 episodios, del 2000 al 2001)
- Jordi Ruberte - Atrezzo (3 episodios, en 1999)
- Susanna Ocaña - Atrezzo (2 episodios, en el 2000)
- Francesc Albi - diseñador de set (2 episodios, en 2001)
- Roger J. de los Ojos - Propietario y atrezzo (2 episodios, en 2001)
- Esther Lupestri - Atrezzo (1 episodio, en 1999)
- Josep Maria Segura - Atrezzo (1 episodio, en 2001)

### Departamento de sonido
- Josep Romance - sonido y sonido posproducción (60 episodios, del 1999 al 2002)
- Ricard Clos - sonido (30 episodios, del 1999 al 2001)
- Ignasi Batlles - sonido (17 episodios, del 1999 al 2001)
- Emili Valentí - sonido (16 episodios, del 2001 al 2002)
- Toni Vila - sonido (15 episodios, en el 2000)
- Joan Esquirol - sonido y sonido de posproducción (12 episodios, del 2000 al 2001)
- Toni Rodríguez - sonido (12 episodios, del 2000 al 2001)
- Joan Borràs - sonido (9 episodios, del 1999 al 2002)
- Francesc Prades - sonido (8 episodios, del 1999 al 2002)
- Joan Pineda - sonido (8 episodios, del 1999 al 2000)
- Baldo Aboy - sonido (6 episodios, del 2000 al 2002)
- Àlex de Gregorio - sonido (6 episodios, del 2000 al 2002)
- Mario Ivovic - sonido (4 episodios, del 1999 al 2002)
- Marc Prunés - sonido (4 episodios, en 1999)
- Albert Juvés - sonido (3 episodios, del 1999 al 2002)
- Joan Sirvent - sonido (3 episodios, del 1999 al 2001)
- Jordi Nadal - sonido (3 episodios, en 1999)
- Toni García - sonido (3 episodios, en el 2000)
- Josep A. Rodríguez - sonido (3 episodios, en 2001)
- Romà Martínez - sonido (2 episodios, en 1999)
- Salvador Pont - sonido (2 episodios, en 1999)
- Joan Sorribas - sonido (2 episodios, en el 2000)
- Ramon Ciércoles - sonido (2 episodios, en 2002)
- Agustí Lahuerta - sonido (1 episodio, en 1999)
- Joan Puig - sonido (1 episodio, en 1999)
- Miquel Povill - sonido (1 episodio, en 1999)
- Tomàs Pérez - sonido (1 episodio, en 2002)
- Carles Rams - sonido (1 episodio, en el 2000)
- José Antonio Bravo - sonido (1 episodio, en 2001)
- Xavier Garrido - sonido (1 episodio, en 2002)
- Ramon Ruiz - sonido (1 episodio, en 2002)
- José Ángel Vaz-Romero - sonido (1 episodio, en 2002)

### Cámaras y departamento eléctrico
- Martí Cabra - diseño de iluminación (67 episodios, del 1999 al 2002)
- Joaquim Murga - operador de cámara (64 episodios, del 1999 al 2002)
- Joan Àngel Sánchez - operador de cámara (28 episodios, del 1999 al 2002)
- Àlex Verdú - operador de cámara (26 episodios, del 1999 al 2000)
- Jesús Ferrero - operador de cámara (20 episodios, del 2000 al 2002)
- Lluís Merino - operador de cámara (20 episodios, del 2000 al 2002)
- Jordi Pla - operador de cámara (16 episodios, en 1999)
- Josep Lluís Navarro - operador de cámara (14 episodios, en 1999)
- Pepo Navarro - operador de cámara (11 episodios, en 2001)
- Joaquim Trabal - operador de cámara (10 episodios, al 2001)
- Marc Durà - operador de cámara (9 episodios, del 1999 al 2002)
- Claudi Pons - operador de cámara (9 episodios, del 1999 al 2000)
- Joan Albert Lluch - operador de cámara (8 episodios, del 1999 al 2000)
- Joan Carbonell - operador de cámara (6 episodios, en 1999)
- Felip Alcón - operador de cámara (6 episodios, en el 2000)
- Llorenç Huguet - operador de cámara (4 episodios, del 1999 al 2002)
- Fede Salom - operador de cámara (4 episodios, en 1999)
- Salvador Grau - diseño de iluminación (4 episodios, del 2000 al 2001)
- Josep Gusi - operador de cámara (3 episodios, del 1999 al 2000)
- Joan I. Aguilar - operador de cámara (3 episodios, en 1999)
- Roser Turpin - operadora de cámara (3 episodios, en el 2000)
- Joan M. Palma - operador de cámara (3 episodios, en el 2002)
- Jordi Tort - operador de cámara (2 episodios, del 1999 al 2000)
- Josep Cussó - operador de cámara (2 episodios, en 1999)
- Joan Porredon - operador de cámara (2 episodios, en 2001)
- Joan L. Aguilar - operador de cámara (1 episodio, en 1999)
- Josep M. Ginabreda - iluminación (1 episodio, en 1999)
- David Roig - operador de cámara (1 episodio, en 1999)
- Josep Banús - operador de cámara (1 episodio, en el 2000)
- Joan Cussó - operador de cámara (1 episodio, en el 2000)
- Robert Díaz - operador de cámara (1 episodio, en el 2000)
- Albert Ezquerra - diseño de iluminación (1 episodio, en el 2000)
- Jordi Fàbregas - operador de cámara (1 episodio, en el 2000)
- Gerardo López - operador de cámara (1 episodio, en el 2000)
- Domènec P.Vinaixa - iluminación (1 episodio, en el 2000)
- Carles Mallol - operador de cámara (1 episodio, en 2001)
- Joan Morató - operador de steadicam (1 episodio, en 2001)
- Oriol Solà - asistente de operador de steadicam (1 episodio, en 2001)

### Equipo addicional
- Mireia Garriga - asitenta de producción (14 episodios, en 2002)
- Dani Palomares - supervisor de vídeo e imagen (1 episodio, en 2001)
- Alícia Pérez - coreógrafa (1 episodio, en 2001)